# Надеждино (Пестречинский район)
Надеждино — деревня в Пестречинском районе Татарстана. Административный центр Надеждинского сельского поселения.

## География
Находится в северо-западной части Татарстана на расстоянии приблизительно 11 км на север-северо-восток по прямой от районного центра села Пестрецы.

## История
Основана в XVII веке, упоминалась также как Нижняя Ия.

## Население
Постоянных жителей было: в 1782 году- 27 душ мужского пола, в 1859—187, в 1897—371, в 1908—384, в 1920—319, в 1926—400, в 1949—344, в 1958—305, в 1970—228, в 1979—217, в 1989—259, в 2002—256 (русские 70 %), 249 в 2010.